# Dolmen de Bassegat
Le dolmen de Bassegat est un dolmen situé à Fox-Amphoux, dans le département du Var en France.

## Description
Le dolmen a été édifié sur un affleurement rocheux à 460 m d'altitude sur un mamelon rocheux au centre d'une zone marécageuse désormais asséchée qui devait à l'origine toujours demeurer hors d'eau. 
Le dolmen est à l'état de ruines. Il n'en demeure qu'un orthostate latéral et la dalle de chevet, tous deux d'une hauteur supérieure à 2 m.